# Chez Denise
Le 101, ouest, avenue des Pins
Chez Denise est une série télévisée humoristique québécoise en 123, ou 125 épisodes de 25 minutes scénarisée par Denise Filiatrault et diffusé entre le 4 février 1979 et le 30 mai 1982 à la Télévision de Radio-Canada.

## Synopsis
Denise tient un restaurant où les employés vivent différentes péripéties toutes aussi loufoques les unes que les autres.

## Thématique et esthétique
Chez Denise est la première émission de télévision québécoise à présenter un personnage noir,, joué par Normand Brathwaite. Selon le Huffington Post Québec, certaines de ses scènes sont un douteux « calque du blackface américain ». Cette série est aussi l'une des premières de la télévision québécoise à mettre de l'avant un personnage gay et à modifier les mentalités sur le sujet. Christian Lalancette (André Montmorency), coiffeur caricatural, est devenu l'un des personnages les plus marquants de la série, en raison de l'attachement du public alors que celui-ci ne devait apparaître qu'une seule fois et qu’on ait craint des réactions homophobes face à son homosexualité. La présence colorée et l'humour décapant de ce personnage s'inscrit, comme plusieurs pour plusieurs émissions de télévision des années 1980 dans une tradition venue du théâtre, la marginalité, pour apparaître acceptable, devant être peinte comme source de rire et de plaisir. Ce personnage contribue largement à la grande popularité de la série.

## Fiche technique
- Scénariste : Denise Filiatrault
- Réalisation : Florent Forget, Pierre Gauvreau, Rolland Guay, Guy Hoffmann, Jean-Yves Laforce, Maude Martin, André Pagé, Gilles Perron [11], Hélène Roberge, Daniel Roussel
- Chanson thème : Chez Denise par Gilles Rivard
- Société de production : Société Radio-Canada

## Distribution
- Denise Filiatrault : Denise Dussault, propriétaire du restaurant
- Benoît Marleau : Jean-Paul Bordeleau, barman et serveur
- Roger Joubert : Firmin Lapalisse, chef-cuisinier
- Paul Berval : Federico Morelli, aide-cuisinier
- Normand Brathwaite : Patrice, assistant-chef
- Louisette Dussault : Thérèse Tremblay[12], serveuse
- Sophie Lorain : Michèle Dussault
- Jean Belzil-Gascon : Jeannot Dussault
- André Montmorency : Christian Lalancette, coiffeur
- Danielle Fichaud : Rosemonde, coiffeuse
- Marco Ramirez : Arturo
- Thérèse Morange : Mme Lagacé
- Sylvie Heppel : Mme Bordeleau, mère de Jean-Paul
- Diane St-Jacques : Ginette
- Serge Dupire : Philippe Laroque, aide-cuisinier (1981-1982)
- Juliette Pétrie : Mme Lalancette, mère de Christian
- Marc Grégoire : Guy Lalancette, frère de Christian
- Françoise Berd : tante Eva
- Claude Blanchard : M. Tony
- Jacques Desrosiers : Roland Lagacé, comptable de Monsieur Tony
- Marcel Leboeuf : Wawa, homme à tout faire au salon de Christian Lalancette
- Marc Messier : Bernard, barman et serveur
- Denys Paris : Philippe, coiffeur
- Arlette Sanders : Étiennette, l'épouse de Firmin Lapalisse
- Émile Genest : M. Dussault, père de Denise
- Juliette Huot : Mme Dussault, mère de Denise
- Élizabeth Chouvalidzé : Dr Mondor
- Johanne Harrelle
- André The Giant

## Épisodes

### Première saison (1979)
1. L'Ouverture du restaurant